# Sébastien Jeanneret
Sébastien Jeanneret (ur. 12 grudnia 1973 w Le Locle) – szwajcarski piłkarz grający na pozycji prawego obrońcy.

## Kariera klubowa
Pierwszym klubem Jeannereta w karierze był FC La Chaux-de-Fonds. W 1991 roku zadebiutował w jego barwach w drugiej lidze szwajcarskiej i w pierwszym składzie tego zespołu grał do 1993 roku. Wtedy też przeszedł do pierwszoligowego Neuchâtel Xamax. Początkowo był jednak rezerwowym zawodnikiem tego klubu, a członkiem podstawowej jedenastki stał się dopiero w sezonie 1995/1996. W Neuchâtel Jeanneret spędził łącznie 6,5 roku, ale nie osiągnął większych sukcesów. Na początku 1999 roku zmienił barwy klubowe i przeszedł do Servette FC. W tym samym roku został z Servette mistrzem Szwajcarii, a kolejny sukces z tym klubem osiągnął w 2001 roku, gdy sięgnął po Puchar Szwajcarii. Jeszcze w trakcie sezonu 2000/2001 odszedł do FC Zürich, w którym na ogół pełnił rolę rezerwowego. W 2003 roku zakończył w jego barwach piłkarską karierę. Liczył sobie wówczas 30 lat.
| Sezon   | Klub                 | Kraj       | Rozgrywki      | Mecze | Bramki |
| ------- | -------------------- | ---------- | -------------- | ----- | ------ |
| 1991/92 | FC La Chaux-de-Fonds | Szwajcaria | Nationalliga B | 31    | 0      |
| 1992/93 | FC La Chaux-de-Fonds | Szwajcaria | Nationalliga B | 31    | 0      |
| 1993/94 | Neuchâtel Xamax      | Szwajcaria | Nationalliga A | 12    | 0      |
| 1994/95 | Neuchâtel Xamax      | Szwajcaria | Nationalliga A | 14    | 0      |
| 1995/96 | Neuchâtel Xamax      | Szwajcaria | Nationalliga A | 35    | 1      |
| 1996/97 | Neuchâtel Xamax      | Szwajcaria | Nationalliga A | 35    | 2      |
| 1997/98 | Neuchâtel Xamax      | Szwajcaria | Nationalliga A | 23    | 4      |
| 1998/99 | Neuchâtel Xamax      | Szwajcaria | Nationalliga A | 18    | 1      |
| 1998/99 | Servette FC          | Szwajcaria | Nationalliga A | 7     | 0      |
| 1999/00 | Servette FC          | Szwajcaria | Nationalliga A | 30    | 0      |
| 2000/01 | Servette FC          | Szwajcaria | Nationalliga A | 15    | 0      |
| 2000/01 | FC Zürich            | Szwajcaria | Nationalliga A | 12    | 0      |
| 2001/02 | FC Zürich            | Szwajcaria | Nationalliga A | 7     | 0      |
| 2002/03 | FC Zürich            | Szwajcaria | Nationalliga A | 13    | 0      |

## Kariera reprezentacyjna
W reprezentacji Szwajcarii Jeanneret zadebiutował 26 marca 1996 roku w przegranym 0:1 towarzyskim meczu z Austrią. W tym samym roku został powołany przez selekcjonera Artura Jorge do kadry na ten turniej i rozegrał na nim dwa spotkania: z Anglią (1:1) oraz z Holandią (0:2). Ostatni mecz w kadrze narodowej rozegrał w sierpniu 2000 przeciwko Grecji (2:2), a łącznie rozegrał w niej 18 spotkań.